# 自由独立勋章
自由独立勋章（朝鲜语：／）是朝鲜民主主义人民共和国最高人民会议常任委员会颁发的荣誉称号。。主要授予軍人与国防工业工作人员。。受章者自动获得同等級的国旗勋章。
勋章为纯银质。形制为一颗珐琅质红星镶铸在向外闪着光束的十边形中，珐琅质红星中间的圆环中为一名拿着手枪的军人挥手在前，一名手持长枪的军人在后，在飞机、坦克掩护下冲锋。 
- 一级自由独立勋章：通径为71毫米，为单凸厚圆环
- 二级自由独立勋章：通径56毫米，为双凸细圆环

朝鲜战争期间，一级自由独立勋章授予95名朝鲜人和126名中国人民志愿军军人，二级自由独立勋章授予3043名朝鲜人和4703名中国人民志愿军军人。

## 版別
自由獨立勳章在早期時因為北韓國內技術及工業不足，而有委託蘇聯幫忙製作的版本，這些早期版本在戴佩戴方式上都採用同蘇聯勳章的旋入式，之後朝鮮國內的版本則改用別針式。
| 年代     | 圖片 | 製造國                 | 材質     | 配戴方式                |
| -------- | ---- | ---------------------- | -------- | ----------------------- |
| 1950年代 |      | 苏联                   | 銀和鍍金 | 旋入扣式 (Screw-back)   |
| ? ~ 現代 |      | 朝鮮民主主義人民共和國 | 銅合金   | 別針扣式 (Vertical-pin) |

## 於朝鲜战争期間內所授予的勳章數量[5]
| 級別 | 朝鮮人民軍 | 中國人民解放軍 |
| ---- | ---------- | -------------- |
| 一級 | 95枚       | 126枚          |
| 二級 | 3043枚     | 4703枚         |

於1952年至1953年間，也有少量授予給蘇聯軍事顧問團的軍官。